# Університет Глазго
Університет Глазго — найбільший університет в Шотландії, заснований 1451 року (другий за віком після Сент-Ендрюського університету). Розташований у місті Глазго. Входить до складу групи Рассела.

## Відомі викладачі
- Вільям Томсон — фізик, один з основоположників термодинаміки
- Вільям Гукер
- Джозеф Лістер — засновник антисептики
- Вільям Мак'юен — хірург, один з піонерів сучасної нейрохірургії
- Адам Сміт — економіст, філософ-етик; випускник університету
- Френсіс Гатчесон — засновник Шотландського Просвітництва
- Джозеф Блек — англійський хімік, фізик
- Вільям Барклі — відомий християнський богослов, автор коментарів до Біблії «Daily Study Bible», що видано загальним накладом 5 мільйонів різними мовами [12].
- Пол Кокшотт

- В Університеті Глазго здобув ступінь доктора наук англійський письменник, поет і збирач старовини Роберт Бігсбі.

## Видатні випускники
- Роберт Гарпер (1731—1825) — ірландсько-американський учитель, політик, піонер та землевласник
- Джозеф Долтон Гукер (1817—1911) — британський ботанік, мандрівник, директор Королівських ботанічних садів в К'ю
- Семен Десницький — російський просвітницький діяч, професор права Московського університету
- Джон Джемісон (1759—1838) — шотландський лексикограф
- Арчібальд Кронін — шотландський письменник, лікар
- Джерард Батлер — кіноактор, голлівудська зірка
- Джеймс Герріот — англійський письменник, ветеринар
- Джеймс Піс (* 1963) — шотландський композитор